# Râul Valea Neagră, Lotrioara
Râul Valea Neagră este un curs de apă, al nouălea afluent (din cei treisprezece) de dreapta al râului Lotrioara.

## Geografie, hidrologie
Râul Valea Neagră (Lotrioara) nu are afluenți semnificativi și nu trece prin nicio localitate.

## Hărți
- Hărta Munților Lotrului  Arhivat în 6 mai 2008, la Wayback Machine.
- Harta județului Sibiu
- Harta munților - Alpinet
- Munții Lotrului în contexul Carpaților Meridionali - Montaniarzi Arhivat în 24 iulie 2018, la Wayback Machine.